# Chelo Loureiro
Chelo Loureiro Vilarelle (Ferrol, 16 de abril de 1958) es una productora y directora cinematográfica española especializada en cine de animación.Fundó la productora Abano Producións en 2007 y fue ganadora de cuatro premios Goya, uno de ellos por su película Valentina. Es activista por el reconocimiento de las mujeres dentro del campo audiovisual. 
Medalla de Oro al Mérito en las Bellas Artes 2024.

## Trayectoria
Loureiro nació en Ferrol, ciudad en la que se formó y vivió durante gran parte de su vida. Aunque desde la infancia sus inquietudes fueron artísticas, el hecho de educarse en una ciudad donde la industria naval tenía indudable peso en el plano laboral, la llevó a adquirir una formación técnica. Esto le posibilitó presentarse a las primeras oposiciones convocadas por el astillero Empresa Nacional Bazán para incorporarse a su oficina técnica, convirtiéndose en la primera mujer que trabajó en el departamento de maquinaria, en el año 1981.
Tras el ingreso en la Unión Europea en 1985, España comenzó una reconversión naval en la que el gobierno español negoció la producción de lo que podría fabricarse en cada astillero público. En el caso de Bazán solamente se fabricarían buques para la Armada y este hecho hizo que Loureiro se cuestionase si ese era el trabajo que querría desempeñar como profesional. Finalmente, decidió abandonar el astillero y comenzar estudios de cine y televisión. En 1987, empezó a trabajar en la empresa editora del periódico La Voz de Galicia, en el departamento de Arte. 

### Galería Sargadelos
En 1990, Loureiro fue nombrada gerente de la Galería Sargadelos de Ferrol en donde desarrolló una intensa actividad cultural entre exposiciones de artes plásticas, actividades literarias, conciertos… llegando a convertirse en un referente de la vida artística, cultural y social de la ciudad y de la comarca hasta su cierre en 2016.
Para mantener la intensa actividad cultural gratuita, y dado que esta empresa no recibía ninguna ayuda pública para realizarlas, buscó financiación a través de la fabricación de piezas especiales de Sargadelos. En su búsqueda por nuevos clientes consiguió convencer a la empresa cervecera Hijos de Rivera, fabricante de la cerveza Estrella de Galicia, para que encargasen una nueva columna de cerveza al artista Isaac Díaz Pardo, fundador de la empresa Sargadelos junto a Luis Seoane, dos de los más importantes artistas plásticos e intelectuales gallegos del siglo XX. La figura diseñada por Díaz Pardo con forma de esfinge se convirtió en un icono de la cervecera Estrella de Galicia, así como en la pieza con mayor número de unidades fabricada en Sargadelos y presente en todas las empresas restauradoras de Galicia y en aquellas ciudades del resto del país que la tienen en su carta.

### Sector comunicación
Posteriormente, Loureiro se especializó en la gestión de empresas del sector de la comunicación. En 1997, recibió la llamada de Juan Ramón Díaz, quien fuera su director en La Voz de Galicia, y que había pasado a dirigir la Editorial La Capital, editora del diario El Ideal Gallego. Le propuso gerenciar una delegación de dicho periódico en la ciudad de Ferrol. El proyecto que le presentaron no le pareció lo suficientemente atractivo para la ciudad como para poder competir con el otro periódico con delegación propia en Ferrol, La Voz de Galicia, proponiendo un proyecto de cabecera local propia e independiente de El Ideal Gallego, con una plantilla de periodistas, administrativos, comerciales y personal de reparto independiente de su matriz en La Coruña. Fue una apuesta mucho más arriesgada desde el punto de vista económico por la alta inversión que requeriría su financiación, pero más viable desde su perspectiva dado que Ferrol era la única ciudad gallega que no contaba con una cabecera propia y estaba siendo demandada por su población desde hacía años, por lo que elaboró y presentó un plan de negocio que amortizaría la inversión en cinco años.
Su fuerte convicción, capacidad de trabajo y conocimiento de su ciudad fueron los argumentos que convencieron a inversores y en 1998 se fundó el Diario de Ferrol bajo su gerencia y con el periodista local Germán Castro en la dirección de una redacción de periodistas locales comprometidos que consiguieron hacer viable el proyecto hasta el punto de alcanzar los objetivos al cabo de tres años. Tras poner en marcha el suplemento cultural dominical Nordesía y el Foro Ferrol Futuro, decidió abandonar esta empresa en 2002.

### Producción y cine de animación
A Loureiro siempre le gustó la animación como expresión artística al reunir la literatura, la pintura y la música para convertirlas en una obra cinematográfica, pero llegó a este sector por casualidad a través de la escritora Ánxela Loureiro, quien estaba escribiendo un guion para una película de animación por encargo de la productora Lúa Films y que la contrató como productora ejecutiva en 2003. Al año, siguiente, en 2004, comenzó a trabajar con el productor Pancho Casal, director de la productora gallega Continental responsabilizándose de una nueva divisiónː la producción de proyectos de animación, trabajo que realizaría durante varios años.
En 2007, Loureiro decidió fundar su propia empresa, Abano Producións, iniciando otra etapa profesional con numerosas producciones, comenzando con La tropa de trapo en el país donde siempre brilla el sol (2010). Esta película fue la primera experiencia del cine español en animación 3D para el público infantil. Fue un proyecto novedoso y arriesgado, con bajo presupuesto y presentado en la Semana Internacional de Cine de Valladolid (SEMINCI) de ese mismo año.
El gigante (O xigante) fue preestrenada en 2012 en el Teatro Jofre de Ferrol, uno de los escenarios donde se desarrolla la historia de este cortometraje infantil, coproducido con Portugal, Brasil y Reino Unido. En 2014, estrenaron La tropa de trapo en la selva del arcoíris y ese mismo año produjeron Yo Decido, el Tren de la Libertad, con la Asociación de mujeres cineastas y de medios audiovisuales CIMA. Un año después, realizaron el documental de Jorge Coira y el grupo folk Luar na Lubre, Torre de Breoghán. En 2016, Loureiro fue la productora ejecutiva de Meigallos (Brujerías) y del largometraje Migas de pan, de la directora Manane Rodríguez, el mismo año del estreno del cortometraje de Alberto Vázquez Decorado. En 2017, se estrenó The neverending wall, dirigida por Silvia Carpizo y recientemente, en 2018 Patchwork, dirigido por María Manero.
En 2019 se estrenó el cortometraje Carne, dirigido por Camila Kater, producido por Chelo Loureiro (Abano) y Lívia Pérez (Doctela). Desde su estreno en el festival de Locarno el documental recibió numerosos premios y fue muy bien acogido por la crítica especialista en diferentes medios, destacando tanto las técnicas tan dispares utilizadas, la creatividad y la temática. Carne cuenta a través de las anécdotas de cinco mujeres sus experiencias y la relación que tienen con su cuerpo.
Chelo Loureiro empezó a grabar su primer largometraje como directora, retomando un proyecto que tenía en mente hace tiempo y con Abano, produce junto a Brandán Álvarez el largometraje Valentina realizado en 2D y 3D destinado al público infantil entre 4 y 6 años. Su ópera prima tenía previsto el estreno en junio de 2021 pero se aplazó hasta el 10 de diciembre del mismo año. Antes del estreno oficial de Valentina, fue nominada a la mejor película de animación en los Premios Goya, galardón que consiguió en febrero de 2022.

### Colaboraciones y activismo
Loureiro imparte seminarios y Masterclass de producción de animación en diferentes universidades. En 2010, fue convocada por el Ministerio de Cultura de Brasil a través de su Secretaría do Audiovisual para colaborar como formadora en ANIMA TV, proyecto para la implantación de series de animación brasileñas en las cadenas de televisión en abierto de Brasil. En 2012, formó parte del comité de estímulos a la producción de animación promovidos por primera vez en Colombia por el Fondo Mixto de Promoción Cinematográfica, Proimágenes Colombia.
Ha formado parte del jurado en diversos festivales como el Festival Internacional de Cine de Gijón (FICX50) en la sección inaugurada en 2012 dedicada a la animación AnimaFICX, entre otros.
Se ha comprometido en diferentes causas como la igualdad entre mujeres y hombres o la defensa de la lengua gallega. Ya en 1996, Loureiro fue nombrada presidenta del Centro de Estudios Lingua e Empresa (CELE), asociación creada con el objetivo de construir un foro estable para organizar congresos, simposios y debates para contribuir y promocionar el uso del gallego en los medios de comunicación, en la publicidad y en las relaciones empresariales y mercantiles. También formó parte de la Junta directiva de AGAPI (Asociación Gallega de Productores Independientes), fue vicepresidenta y llevó la vocalía de cine de la Federación Española de Asociaciones de Productoras de Animación (DIBOOS) cuyo objetivo pretendía “sumar esfuerzos en favor de la industria española de producción de dibujos animados y efectos visuales".
Loureiro también es responsable de la internacionalización del Clúster Audiovisual Galego, miembro de la Academia Galega do Audiovisual y de la Acadèmia de Cinema Català, así como directiva de la Academia de las Artes y las Ciencias Cinematográficas de España (AACCE).
En el verano de 2014 se estrenó el documental Yo decido. El tren de la libertad, en el que Loureiro participó junto a casi un centenar de cineastas. El origen del documental nació tras la movilización de un pequeño grupo de mujeres asturianas como reacción al anteproyecto de ley para restringir el derecho al aborto planteado por el gobierno del Partido Popular. Miles de personas de todo el país se movilizaron en tren hasta Madrid juntándose en una multitudinaria manifestación llegando incluso a otras capitales del mundo. Los testimonios de estas personas fueron recogidos por las cineastas que se sumaron a la iniciativa. Loureiro como delegada del colectivo de mujeres cineastas CIMA en Galicia pudo constatar las dificultades que tuvieron para disponer de espacios en algunas poblaciones gallegas y proyectar el documental.

## Asociación de mujeres cineastas y de medios audiovisuales CIMA
Chelo Loureiro pertenece a CIMA cuya motivación es fomentar una presencia equitativa de las mujeres en la creación y en los medios audiovisuales, para conseguir una sociedad más igualitaria y diversa. Fue delegada de CIMA en Galicia  y es miembro de la Junta Directiva de esta asociación que lleva años luchando por la visibilidad de las mujeres profesionales del audiovisual, sector profesional en el que los porcentajes de mujeres en puestos de responsabilidad son dramáticamente inferiores al de los hombres, así como del cumplimiento de la ley de Igualdad en todo tipo de observatorios, foros o festivales.
Formó parte del primer encuentro de productoras de cine que tuvo lugar en Valladolid, coincidiendo con la SEMINCI en 2018. El propósito de las reuniones mantenidas fue analizar la situación del sector (representado solamente por un 28% de mujeres) para establecer una hoja de ruta encaminada a la reducción de la desigualdad existente. Entre las reivindicaciones se marcaronː el establecimiento de un sistema de cuota progresiva para los proyectos liderados por mujeres y la exigencia del cumplimiento de la ley de igualdad con la garantía de sanción por su incumplimiento. Como apuntó Loureiro “Simplemente con que se cumpliera la ley de igualdad, tendríamos mucho avanzado”. Además, se comprometieron para trabajar en la eliminación de la brecha salarial entre hombres y mujeres y avanzar en medidas de conciliación.

## Reconocimientos
Loureiro ha sido nominada seis veces a los Premios Goya que concede anualmente la Academia de las Artes y las Ciencias Cinematográficas de España (AACCE). Su primera nominación fue a Mejor Película de Animación, en 2006 con De Profundis. Un año después, fue nominada a Mejor Corto de Animación con La flor más grande del mundo. En 2010, La tropa de trapo en el país donde siempre brilla el sol, compitió en la categoría de Mejor Película de Animación. En 2014, su corto O Xigante estuvo nominado en la categoría Mejor Cortometraje de Animación y, un año después, en 2015, La tropa de trapo en la selva del arcoíris fue nominada a Mejor Película de Animación. En 2017, Loureiro ganó un Premio Goya al Mejor Corto Animado por la obra Decorado.
El Ayuntamiento de Ferrol le otorgó el galardón como Ferrolana del Año 2017, el 8 de marzo Día Internacional de la Mujer. La celebración se acompañó de vídeos dedicados a la galardonada y actuaciones musicales de artistas como María Manuela y Pilocha. Loureiro señaló "la poca presencia de las mujeres en el audiovisual, pero destacando como algo excepcional que el 80 por cien de las productoras en Galicia son mujeres".
Posteriormente, en marzo de 2018, recibió el Premio Mestre Mateo por el corto de animación The Neverending Wall. En abril del mismo año, la asociación cultural Arela le entregó el premio Pedigree 2018 en el Festival de Cans de cortometrajes que se celebra en Porriño, en reconocimiento a su apuesta por los nuevos talentos, su trabajo continuo en el desarrollo del cine de animación y su voz crítica en la lucha por la visibilidad de las mujeres en el audiovisual, a través de CIMA. Posteriormente, en mayo, recibió la mención honorífica del Festival Primavera do cine de Vigo por su trayectoria profesional y por su lucha por la igualdad de las mujeres.

Penso que a miña formación técnica axudoume moito a entender o mundo económico (en mans de homes) e falar o seu idioma para conseguir financiar os proxectos nos que creo, e con isto consigo ademais participar en ambas partes (creativa e financeira) e desfrutar do meu traballo sempre.
Pienso que mi formación técnica me ayudó mucho a entender el mundo económico (en manos de hombres) y hablar su idioma para conseguir financiar los proyectos en los que creo, y con todo esto consigo además participar en ambas partes (creativa y financiera) y disfrutar siempre de mi trabajo.
Chelo Loureiro

En 2018, Loureiro también participó en el Festival de Animación, Videojuegos y Cómic, en México, invitada por Pixelatl para debatir sobre el trabajo de las mujeres productoras en España. El festival es el principal encuentro de vinculación entre creadores mexicanos y las industrias globales de la animación, el cómic y los videojuegos.
Ganó el Goya al mejor largometraje de animación, en 2022, por Valentina, la primera película dirigida por ellay al año siguiente consiguió el mismo galardón por Unicorn wars, dirigida por Alberto Vázquez. En 2024 fue premiada con su cuarto Goya, por el cortometraje To bird or not to bird, dirigido por Martín Romero.
Con motivo del Día Internacional de la Eliminación de la Violencia contra la Mujer, el 25 de noviembre del año 2024 estrenó el cortometraje Eu vou comigo, con guion y dirección de Loureiro.En marzo de 2025 recibió el Premio Mestre Mateo al Mejor cortometraje de animación.

## Producciones
Como productora ejecutiva ha llevado la producción de las siguientes películasː

### Largometrajes de animación
- De Profundis (2006), dirigida por Miguelanxo Prado.
- La Crisis carnívora (2008), dirigida por Pedro Rivero
- La tropa de trapo en el país donde siempre brilla el sol (2010), dirigida por Àlex Colls.
- La tropa de trapo en la selva del arcoíris (2010), dirigida por Àlex Colls.
- Brujerías (2016), dirigida por Virginia Curiá.
- Valentina (2021), dirigida por Chelo Loureiro.[65]
- Unicorn wars (2022), dirigida por Alberto Vázquez.[66]
- El sueño de la sultana (2023), dirigida por Isabel Herguera.[67]

Series de televisión
- Y por qué?(2008), dirigida por Virginia Curiá y Tomás Conde. 52 capítulos de 1’.
- La tropa de trapo (2010), dirigida por Àlex Colls. Animación en 3D. Serie de 52 capítulos de 7' de duración cada uno.

### Cortometrajes de animación
- La flor más grande del mundo (2010), dirigida por Juan Pablo Etcheverry.
- O Soldadiño de Chumbo (2007), dirigido por Virginia Curiá y Tomás Conde.
- El gigante (2010), dirigida por Julio Vanzeler y Luís da Matta.
- Decorado (2016), dirigida por Alberto Vázquez.[46]
- The neverending wall (2017), dirigida por Silvia Carpizo.
- Patchwork,(2018), dirigido por María Manero.

### Largometraje de ficción
- Migas de pan (2016), dirigida por Manane Rodríguez.

### Largometrajes documentales
- Sueños desde el Abismo (2006), dirigida por Sandra Sánchez.
- Yo decido, El tren de la libertad (2014), realizada por más de 90 cineastas.

- Torre de Breoghán (2015), dirigida por Jorge Coira.

## Premios y nominaciones destacadas
To Bird or Not To Bird, de Martín Romero, producido junto a Iván MIñambres.
- Premio Goya 2024 en la categoría Mejor cortometraje de animación.[68][69]

Unicorn wars, de Alberto Vázquez, producida junto a Iván Miñambres y Nicolás Schemerkin
- Premio Goya 2023 en la categoría Mejor Película de Animación.[70]

Valentina, de Chelo Loureiro
- Premio Goya 2022 en la categoría Mejor Película de Animación.[71][33][72][32]
- Medalla del CEC (Círculo de Escritores Cinematográficos) 2021 al Mejor Largometraje de animación.

The neverending wall, de Silvia Carpizo, cortometraje animación 2017
- Seleccionada para los Premio de música Shortlist, Premios Goya 2018
- Premio MejorCurtaAnimación Tehran International Short Film Festival
- Premio Mestre Mateo 2018[73]
- Finalista Premios Quirino Mejor BSO 2018
- Especial Mención Jurado Muestra Iberoamericana Animación
- Premio Mejor Directora en el Festival de Cine dirigido por Mujeres 2018
- Premio a la Mejor BSO en el Festival de Cine de Zaragoza 2018

Decorado, de Alberto Vázquez, cortometraje animación 2016
- Premio Quirino al Mejor Cortometraje 2018
- Premio Goya al Mejor Cortometraje 2017
- Premio Mestre Mateo al Mejor Cortometraje 2017
- Quincena de Realizadores de Cannes 2016

Migas de pan, de Manane Rodríguez largometraje ficción 2016
- Seleccionada por Uruguay para Premios OSCAR 2017 Mejor Película Habla no Inglesa[74]
- Nominada Premios Mestre Mateo 2017 en 3 categorías
- Premio del Público. Festival Internacional de Cine de Derechos Humanos de Buenos Aires (2017)
- Premio del Público. Festival Latin América i Focus. Malmö. Suecia.

Brujerías, de Virginia Curiá, largometrajeanimación 2016
- Nominada Premios Platino 2017

Torre de Breoghán, de Jorge Coira, largometraje documental, 2015
- Nominado al Premio Mestre Mateo de la Academia de Cine de Galicia 2016

Yo decido-El tren de a libertad-, largometraje documental, 2014
Realizado y producido por más de 90 mujeres cineastas españolas
- 2014 Premio Clara Campoamor de Sevilla. PSOE de Andalucía.
- 2014 XXI Premio Pasionaria
- 2014 XII Premio Colectivo 8 de Marzo
- 2014 Premio Aragón Dignidad. Patronato de la Fundación Aragonesista
- 2014 Premio Mulleres en Acción de la Mostra de Teatro de Cangas
- 2015 Premio "Mujeres en Unión" de la Unión de Actores y Actrices.
- 2015 Premio a la Igualdad del Ayuntamiento de La Rinconada (Sevilla).
- 2015 Premio "Alcalde José Fernandín" concedido por el PSOE de Castrillón.

La tropa de trapo en la selva del arcoiris, de Alex Colls, largometraje animación, 2014
- Nominada Premios Goya al Mejor Largometraje de Animación 2015
- Nominada al Premio Gaudí al Mejor Largometraje de Animación 2015
- Nominada al Premio Mestre Mateoal Mejor Largometraje de Animación 2015
- Nominada Medalla CEC (Crítica Cinematográfica) al Mejor Largo Animación 2015

O xigante, de Luis da Matta y julio Vanzeler, cortometraje 2012
- Nominado Premio Goya al Mejor Cortometraje Animación 2013

COLECCIÓN DE CORTINILLAS PARA TVG,2011
- Premio Mestre Mateo a la Mejor Obra publicitaria

La tropa de trapo en el pais donde siempre brilla el sol, largometraje 2010.
- Premio Gaudí a la Mejor Película de Animación 2010
- Nominada Premios Goya a la Mejor Película de Animación 2010
- Premio Jerry Goldsmith a la Mejor Banda Sonora para Largometraje (EE. UU.)
- Premio Jerry Goldsmith al Mejor Compositor de 2011 (EE. UU.)
- Premio Jurado Infantil al Mejor Largometraje DIVERCINE 2012 (Uruguay).
- Premio Bronce TELLY AWARD por "Best Use of Music in an Independent Feature"
- Premio Director’s Choice Festival Utah (EE. UU.)

El soldadito de plomo, de Tomás Conde y Virginia Curiá, cortometraje 2008.
- Nominado al Mejor Corto Animación Premios Mestre Mateo 2009
- Numerosos Premios Internacionales

La crisis carnívora, de Pedro Rivero, largometraje 2008. (producción ejecutiva)
- Nominada Premio Mestre Mateo a la Mejor Película de Animación 2009

La flor más grande del mundo, de Juan Pablo Etcheverry, cortometraje2007.
- Nominada al Mejor corto de Animación en los Premios Goya 2007

- Premio Mejor Cortometraje del Año en los Mestre Mateo 2007

- Numerosos premios en festivales internacionales (Japón, Canadá, Francia, Alaska…)

De profundis, de Miguelanxo Prado, largometraje 2006
- Nominada a la Mejor Película de Animación en los Premios Goya 2006
- Premio Mejor Película del Año en los Mestre Mateo 2006
- Premio Mejor Banda Sonora 2006 Premios Mestre Mateo
- Festival De San Sebastián Sección Made in Spain